# Charles Msakila
Charles Msakila (* 10. November 1919 in Karema; † 23. Februar 1994) war ein tansanischer Geistlicher und römisch-katholischer Bischof von Sumbawanga.

## Leben
Charles Msakila studierte Philosophie und Katholische Theologie am regionalen Priesterseminar St. Paul in Kipalapala. Am 31. August 1947 empfing er das Sakrament der Priesterweihe für das Bistum Karema.
Am 13. November 1958 ernannte ihn Papst Johannes XXIII. zum Bischof von Karema (später: Sumbawanga). Papst Johannes XXIII. spendete ihm am 27. Dezember desselben Jahres die Bischofsweihe; Mitkonsekratoren waren der Bischof von Padua, Girolamo Bartolomeo Bortignon OFMCap, und der Bischof von Belluno und Feltre, Gioacchino Muccin. Charles Msakila nahm an allen vier Sitzungsperioden des Zweiten Vatikanischen Konzils teil.